# Relations entre le Belize et le Brésil
Les relations entre le Belize et le Brésil sont les relations extérieures entre le Belize et le Brésil. Le Belize a une ambassade à Brasilia et le Brésil a une ambassade à Belmopan.

## Histoire
Les relations diplomatiques entre le Brésil et le Belize ont été établies en mars 1983.